# Tornei di tennis maschili nel 1933
Prima della nascita della cosiddetta "Era Open" del tennis, ossia l'apertura ai tennisti professionisti dei tornei che prima di quell'anno erano riservati ai tennisti dilettanti. Nel 1933 i tornei si distinguevano in pro e amatoriali: ai primi potevano partecipare solo i giocatori professionisti, mentre ai secondi potevano partecipare solo i tennisti dilettanti. Tutti i tornei più importanti erano amatoriali tra questi c'erano i tornei del Grande Slam: gli Australian Championships, gli Internazionali di Francia, il Torneo di Wimbledon e gli U.S. National Championships.

## Calendario

### Legenda
| Tornei amatoriali       |
| Tornei professionistici |

### Gennaio
| Settimana  | Torneo                                                                             | Vincitore                                    | Finalista           | Semifinalisti | Eliminati ai quarti |
| ---------- | ---------------------------------------------------------------------------------- | -------------------------------------------- | ------------------- | ------------- | ------------------- |
| gennaio    | Swiss Covered Court Championships 1933 Ginevra, Svizzera Singolare - Doppio        | Jacques Brugnon 2-6 4-6 7-5 6-0 6-0          | Hector Cosmo Fisher |               |                     |
| gennaio    | Swiss Covered Court Championships 1933 Ginevra, Svizzera Singolare - Doppio        |                                              |                     |               |                     |
| gennaio    | Calcutta Championships 1933 Calcutta, India Singolare - Doppio                     | Giorgio De Stefani 7-5 6-4 6-2               | Dip Narain Kapoor   |               |                     |
| gennaio    | Calcutta Championships 1933 Calcutta, India Singolare - Doppio                     |                                              |                     |               |                     |
| 1º gennaio | Coupe de Noel 1933 Parigi, Francia Singolare - Doppio                              | Marcel Bernard 7-5 6-3 6-1                   | Pierre Henry Landry |               |                     |
| 1º gennaio | Coupe de Noel 1933 Parigi, Francia Singolare - Doppio                              |                                              |                     |               |                     |
| 1º gennaio | Beausite First Meeting 1933 Cannes, Francia Singolare - Doppio                     | George Lyttleton Rogers 5-7 6-2 3-6 10-8 7-5 | Max Ellmer          |               |                     |
| 1º gennaio | Beausite First Meeting 1933 Cannes, Francia Singolare - Doppio                     |                                              |                     |               |                     |
| 16 gennaio | Monegasque Championships 1933 Monte Carlo, Principato di Monaco Singolare - Doppio | Vladimir Landau walkover                     | Edmond Lotan        |               |                     |
| 16 gennaio | Monegasque Championships 1933 Monte Carlo, Principato di Monaco Singolare - Doppio |                                              |                     |               |                     |
| 23 gennaio | New Courts Club Championships 1933 Cannes, Francia Singolare - Doppio              | George Lyttleton Rogers                      | Charles Aeschliman  |               |                     |
| 23 gennaio | New Courts Club Championships 1933 Cannes, Francia Singolare - Doppio              |                                              |                     |               |                     |
| 23 gennaio | German Covered Court Championships 1933 Brema, Germania Singolare - Doppio         | Gottfried von Cramm 6-1 7-9 6-1 6-2          | Pierre Henry Landry |               |                     |
| 23 gennaio | German Covered Court Championships 1933 Brema, Germania Singolare - Doppio         |                                              |                     |               |                     |
| 28 gennaio | Canadian Covered Court Championships 1933 Montréal, Canada Singolare - Doppio      | Francis Shields 6-2 6-4 6-2                  | Gilbert Hall        |               |                     |
| 28 gennaio | Canadian Covered Court Championships 1933 Montréal, Canada Singolare - Doppio      |                                              |                     |               |                     |
| 28 gennaio | All-South Championships 1933 Coral Gables, USA Singolare - Doppio                  | George Lott                                  | Clifford Sutter     |               |                     |
| 28 gennaio | All-South Championships 1933 Coral Gables, USA Singolare - Doppio                  |                                              |                     |               |                     |
| 30 gennaio | French Covered Court Championships 1933 Parigi, Francia Singolare - Doppio         | René de Buzelet 6-2 4-6 6-2 6-1              | Jacques Brugnon     |               |                     |
| 30 gennaio | French Covered Court Championships 1933 Parigi, Francia Singolare - Doppio         |                                              |                     |               |                     |

### Febbraio
| Settimana   | Torneo                                                                        | Vincitore                                     | Finalista               | Semifinalisti | Eliminati ai quarti |
| ----------- | ----------------------------------------------------------------------------- | --------------------------------------------- | ----------------------- | ------------- | ------------------- |
| febbraio    | Casino Heights Invitational 1933 New York, USA Singolare - Doppio             | Gregory Mangin                                | Richard Berkeley Bell   |               |                     |
| febbraio    | Casino Heights Invitational 1933 New York, USA Singolare - Doppio             |                                               |                         |               |                     |
| 1º febbraio | Australian Championships 1933 Adelaide, Australia Singolare - Doppio          | Jack Crawford 2-6 7-5 6-3 6-2                 | Keith Gledhill          |               |                     |
| 1º febbraio | Australian Championships 1933 Adelaide, Australia Singolare - Doppio          | Keith Gledhill Ellsworth Vines 6-4, 10-8, 6-2 | Jack Crawford Gar Moon  |               |                     |
| 2 febbraio  | Gallia Club Championships 1933 Cannes, Francia Singolare - Doppio             | Jacques Brugnon 6-3 1-6 7-5 6-3               | Max Ellmer              |               |                     |
| 2 febbraio  | Gallia Club Championships 1933 Cannes, Francia Singolare - Doppio             |                                               |                         |               |                     |
| 5 febbraio  | Pan American Tournament 1933 Miami Beach, USA Singolare - Doppio              | Clifford Sutter 6-4 7-5 3-6 6-2               | George Lott             |               |                     |
| 5 febbraio  | Pan American Tournament 1933 Miami Beach, USA Singolare - Doppio              |                                               |                         |               |                     |
| 6 febbraio  | Carlton Club Championships 1933 Cannes, Francia Singolare - Doppio            | Charles Aeschliman 7-5 6-2 6-4                | Jacques Brugnon         |               |                     |
| 6 febbraio  | Carlton Club Championships 1933 Cannes, Francia Singolare - Doppio            |                                               |                         |               |                     |
| 6 febbraio  | Egyptian International Championships 1933 Il Cairo, Egitto Singolare - Doppio | Roderick Menzel 6-1 6-1                       | Augustos Zerlendis      |               |                     |
| 6 febbraio  | Egyptian International Championships 1933 Il Cairo, Egitto Singolare - Doppio |                                               |                         |               |                     |
| 13 febbraio | South of France Championships 1933 Nizza, Francia Singolare - Doppio          | George Lyttleton Rogers 6-3 4-6 6-4 4-6 8-6   | Max Ellmer              |               |                     |
| 13 febbraio | South of France Championships 1933 Nizza, Francia Singolare - Doppio          |                                               |                         |               |                     |
| 20 febbraio | Torneo di Beaulieu 1933 Beaulieu-sur-Mer, Francia Singolare - Doppio          | Gottfried von Cramm 6-3 6-3 3-6 8-6           | Bela von Kehrling       |               |                     |
| 20 febbraio | Torneo di Beaulieu 1933 Beaulieu-sur-Mer, Francia Singolare - Doppio          |                                               |                         |               |                     |
| 24 febbraio | Bermuda International Championships 1933 Hamilton, Bermuda Singolare - Doppio | Clifford Sutter 6-2 1-6 6-2 6-2               | Gregory Mangin          |               |                     |
| 24 febbraio | Bermuda International Championships 1933 Hamilton, Bermuda Singolare - Doppio |                                               |                         |               |                     |
| 27 febbraio | Monte Carlo Cup 1933 Monte Carlo, Monte Carlo Singolare - Doppio              | Bunny Henry Austin 11-9 6-3 7-5               | George Lyttleton Rogers |               |                     |
| 27 febbraio | Monte Carlo Cup 1933 Monte Carlo, Monte Carlo Singolare - Doppio              |                                               |                         |               |                     |

### Marzo
| Settimana | Torneo                                                                            | Vincitore                                 | Finalista                 | Semifinalisti | Eliminati ai quarti |
| --------- | --------------------------------------------------------------------------------- | ----------------------------------------- | ------------------------- | ------------- | ------------------- |
| marzo     | Southern Pro Championships 1933 Palm Beach, USA Singolare - Doppio                | Robert K. Murray                          | Paul Heston               |               |                     |
| marzo     | Southern Pro Championships 1933 Palm Beach, USA Singolare - Doppio                |                                           |                           |               |                     |
| marzo     | New South Wales Hard Court Championships 1933 Dubbo, Australia Singolare - Doppio | Ray Dunlop                                | non conosciuta (bandiera) |               |                     |
| marzo     | New South Wales Hard Court Championships 1933 Dubbo, Australia Singolare - Doppio |                                           |                           |               |                     |
| 6 marzo   | Riviera Championships 1933 Mentone, Francia Singolare - Doppio                    | André Martin Legeay 4-6 7-5 6-4 6-4       | Gottfried von Cramm       |               |                     |
| 6 marzo   | Riviera Championships 1933 Mentone, Francia Singolare - Doppio                    |                                           |                           |               |                     |
| 13 marzo  | Nice Second Meeting 1933 Nizza, Francia Singolare - Doppio                        | Ignacy Tloczynski 2-6 6-2 6-2 6-1         | Max Ellmer                |               |                     |
| 13 marzo  | Nice Second Meeting 1933 Nizza, Francia Singolare - Doppio                        |                                           |                           |               |                     |
| 13 marzo  | Torneo di Bordighera 1933 Bordighera, Italia Singolare - Doppio                   | Pat Hughes 6-2 4-6 5-7 7-5 7-5            | George Lyttleton Rogers   |               |                     |
| 13 marzo  | Torneo di Bordighera 1933 Bordighera, Italia Singolare - Doppio                   |                                           |                           |               |                     |
| 18 marzo  | US Indoors 1933 New York, USA Singolare - Doppio                                  | Gregory Mangin 6-1 6-3 2-6 3-6 6-2        | Clifford Sutter           |               |                     |
| 18 marzo  | US Indoors 1933 New York, USA Singolare - Doppio                                  |                                           |                           |               |                     |
| 18 marzo  | Queen's Covered Court Championships 1933 Londra, Gran Bretagna Singolare - Doppio | Bunny Henry Austin 11-9 8-6 7-5           | Harry G. Lee              |               |                     |
| 18 marzo  | Queen's Covered Court Championships 1933 Londra, Gran Bretagna Singolare - Doppio |                                           |                           |               |                     |
| 20 marzo  | Italian Riviera Championships 1933 Sanremo, Italia Singolare - Doppio             | Jean Le Sueur 6-3 6-4 2-6 6-1             | Giovanni Palmieri         |               |                     |
| 20 marzo  | Italian Riviera Championships 1933 Sanremo, Italia Singolare - Doppio             |                                           |                           |               |                     |
| 20 marzo  | Côte d'Azur Championships 1933 Cannes, Francia Singolare - Doppio                 | Józef Hebda 0-6 6-4 6-3 6-3               | Ignacy Tloczynski         |               |                     |
| 20 marzo  | Côte d'Azur Championships 1933 Cannes, Francia Singolare - Doppio                 |                                           |                           |               |                     |
| 27 marzo  | Cuban Championships 1933 L'Avana, Cuba Singolare - Doppio                         | Ricardo Morales                           | Gustavo Vollmer-Ravelo    |               |                     |
| 27 marzo  | Cuban Championships 1933 L'Avana, Cuba Singolare - Doppio                         |                                           |                           |               |                     |
| 27 marzo  | Cannes Championships 1933 Cannes, Francia Singolare - Doppio                      | Franz-Wilhelm Matejka 8-6 3-6 2-6 6-3 6-4 | George Lyttleton Rogers   |               |                     |
| 27 marzo  | Cannes Championships 1933 Cannes, Francia Singolare - Doppio                      |                                           |                           |               |                     |

### Aprile
| Settimana | Torneo                                                                                | Vincitore                                    | Finalista           | Semifinalisti | Eliminati ai quarti |
| --------- | ------------------------------------------------------------------------------------- | -------------------------------------------- | ------------------- | ------------- | ------------------- |
| Aprile    | Campionato Partenopeo 1933 Napoli, Italia Singolare - Doppio                          | Giorgio De Stefani 5-7 6-4 6-3 7-5           | Antoine Gentien     |               |                     |
| Aprile    | Campionato Partenopeo 1933 Napoli, Italia Singolare - Doppio                          |                                              |                     |               |                     |
| 1º aprile | South Australian Championships 1933 Adelaide, Australia Singolare - Doppio            | Harry Hopman 6-4, 5-7, 6-3, 1-6, 10-8        | Leonard Schwartz    |               |                     |
| 1º aprile | South Australian Championships 1933 Adelaide, Australia Singolare - Doppio            |                                              |                     |               |                     |
| 3 aprile  | Paddington Hard Court Championships 1933 Paddington, Gran Bretagna Singolare - Doppio | Harry G. Lee 6-4 6-4                         | John Colin Gregory  |               |                     |
| 3 aprile  | Paddington Hard Court Championships 1933 Paddington, Gran Bretagna Singolare - Doppio |                                              |                     |               |                     |
| 3 aprile  | New Courts Club Easter Championships 1933 Cannes, Francia Singolare - Doppio          | Franz-Wilhelm Matejka                        | Willem Karsten      |               |                     |
| 3 aprile  | New Courts Club Easter Championships 1933 Cannes, Francia Singolare - Doppio          |                                              |                     |               |                     |
| 9 aprile  | River Oaks International Tennis Tournament 1933 Houston, USA Singolare - Doppio       | George Lott 7-5 10-12 6-4 6-2                | Frank Andrew Parker |               |                     |
| 9 aprile  | River Oaks International Tennis Tournament 1933 Houston, USA Singolare - Doppio       |                                              |                     |               |                     |
| 10 aprile | Torneo di Roma 1933 Roma, Italia Singolare - Doppio                                   | Giovanni Palmieri                            | Augusto Rado        |               |                     |
| 10 aprile | Torneo di Roma 1933 Roma, Italia Singolare - Doppio                                   |                                              |                     |               |                     |
| 10 aprile | Roehampton Hard Court Championships 1933 Roehampton, Gran Bretagna Singolare - Doppio | Frank H.D. Wilde 1-6 6-1 6-2                 | John Olliff         |               |                     |
| 10 aprile | Roehampton Hard Court Championships 1933 Roehampton, Gran Bretagna Singolare - Doppio |                                              |                     |               |                     |
| 10 aprile | Melbury Hard Court Championships 1933 Melbury, Gran Bretagna Singolare - Doppio       | Robert Tinkler 7-5 9-7                       | Norman Dicks        |               |                     |
| 10 aprile | Melbury Hard Court Championships 1933 Melbury, Gran Bretagna Singolare - Doppio       |                                              |                     |               |                     |
| 10 aprile | Torneo di Juan-les-Pins 1933 Juan-les-Pins, Francia Singolare - Doppio                | Jiro Satoh 7-5 4-6 6-3 9-7                   | Ryōsuke Nunoi       |               |                     |
| 10 aprile | Torneo di Juan-les-Pins 1933 Juan-les-Pins, Francia Singolare - Doppio                |                                              |                     |               |                     |
| 14 aprile | Tally Ho! Hard Court Championships 1933 Birmingham, Gran Bretagna Singolare - Doppio  | Bobby Meredith                               | Keats Lester        |               |                     |
| 14 aprile | Tally Ho! Hard Court Championships 1933 Birmingham, Gran Bretagna Singolare - Doppio  |                                              |                     |               |                     |
| 15 aprile | North & South Championships 1933 Pinehurst, USA Singolare - Doppio                    | Clifford Sutter 6-3 7-5 6-2                  | George Lott         |               |                     |
| 15 aprile | North & South Championships 1933 Pinehurst, USA Singolare - Doppio                    |                                              |                     |               |                     |
| 17 aprile | Beausoleil Championships 1933 Monte Carlo, Monte Carlo Singolare - Doppio             | Jiro Satoh 0-6 6-4 4-6 6-3 6-4               | Ryōsuke Nunoi       |               |                     |
| 17 aprile | Beausoleil Championships 1933 Monte Carlo, Monte Carlo Singolare - Doppio             |                                              |                     |               |                     |
| 17 aprile | South African Championships 1933 Johannesburg, Sudafrica Singolare - Doppio           | Colin John James Robbins 6-1 1-6 4-6 9-7 6-4 | Vernon Kirby        |               |                     |
| 17 aprile | South African Championships 1933 Johannesburg, Sudafrica Singolare - Doppio           |                                              |                     |               |                     |
| 22 aprile | Mason & Dixon Trophy 1933 White Sulphur Springs, USA Singolare - Doppio               | Francis Shields 10-8 4-6 6-0 6-2             | Gregory Mangin      |               |                     |
| 22 aprile | Mason & Dixon Trophy 1933 White Sulphur Springs, USA Singolare - Doppio               |                                              |                     |               |                     |
| 29 aprile | Ojai Valley Championships 1933 Ojai, USA Singolare - Doppio                           | Ellsworth Vines                              | Keith Gledhill      |               |                     |
| 29 aprile | Ojai Valley Championships 1933 Ojai, USA Singolare - Doppio                           |                                              |                     |               |                     |
| 29 aprile | Virginia State Championships 1933 Hot Springs, USA Singolare - Doppio                 | Francis Shields                              | Lester Stoefen      |               |                     |
| 29 aprile | Virginia State Championships 1933 Hot Springs, USA Singolare - Doppio                 |                                              |                     |               |                     |

### Maggio
| Settimana | Torneo                                                                                    | Vincitore                                      | Finalista                           | Semifinalisti | Eliminati ai quarti |
| --------- | ----------------------------------------------------------------------------------------- | ---------------------------------------------- | ----------------------------------- | ------------- | ------------------- |
| maggio    | Southern California Championships 1933 Los Angeles, USA Singolare - Doppio                | Gene Mako 0-6 6-1 6-3 5-7 6-0                  | Keith Gledhill                      |               |                     |
| maggio    | Southern California Championships 1933 Los Angeles, USA Singolare - Doppio                |                                                |                                     |               |                     |
| 1º maggio | British Hard Court Championships 1933 Bournemouth, Gran Bretagna Singolare - Doppio       | Fred Perry 2-6 7-5 7-5 6-2                     | Bunny Henry Austin                  |               |                     |
| 1º maggio | British Hard Court Championships 1933 Bournemouth, Gran Bretagna Singolare - Doppio       |                                                |                                     |               |                     |
| 8 maggio  | Hurlingham Hard Court Championships 1933 Hurlingham, Gran Bretagna Singolare - Doppio     | Frank H.D. Wilde 2-6 6-4 6-2                   | David H. Williams                   |               |                     |
| 8 maggio  | Hurlingham Hard Court Championships 1933 Hurlingham, Gran Bretagna Singolare - Doppio     |                                                |                                     |               |                     |
| 14 maggio | Austrian International Championships 1933 Vienna, Austria Singolare - Doppio              | Daniel Prenn 6-1 5-7 6-3 6-1                   | Rolf Kinzel                         |               |                     |
| 14 maggio | Austrian International Championships 1933 Vienna, Austria Singolare - Doppio              |                                                |                                     |               |                     |
| 14 maggio | Internazionali d'Italia 1933 Milano, Italia Singolare - Doppio                            | Emanuele Sertorio 6-3 6-1 6-3                  | André Martin Legeay                 |               |                     |
| 14 maggio | Internazionali d'Italia 1933 Milano, Italia Singolare - Doppio                            | Jean Lesueur André Martin Legeay 6-2, 6-4, 6-2 | Giovanni Palmieri Emanuele Sertorio |               |                     |
| 21 maggio | Czechoslovakian International Championships 1933 Praga, Cecoslovacchia Singolare - Doppio | Roderick Menzel 6-3 6-2 6-1                    | Ladislav Hecht                      |               |                     |
| 21 maggio | Czechoslovakian International Championships 1933 Praga, Cecoslovacchia Singolare - Doppio |                                                |                                     |               |                     |
| 21 maggio | Hudson Valley Tennis Tournament 1933 Elmsford, USA Singolare - Doppio                     | Melvin Partridge 8-6 6-3 6-2                   | Frank Bowden                        |               |                     |
| 21 maggio | Hudson Valley Tennis Tournament 1933 Elmsford, USA Singolare - Doppio                     |                                                |                                     |               |                     |
| 27 maggio | Surrey Championships 1933 Surbiton, Gran Bretagna Singolare - Doppio                      | David David H. Williams titolo condiviso       |                                     |               |                     |
| 27 maggio | Surrey Championships 1933 Surbiton, Gran Bretagna Singolare - Doppio                      |                                                |                                     |               |                     |
| 29 maggio | Middlesex Championships 1933 Chiswick Park, Gran Bretagna Singolare - Doppio              | Iwao Aoki 3-6 7-5 6-2                          | Spence                              |               |                     |
| 29 maggio | Middlesex Championships 1933 Chiswick Park, Gran Bretagna Singolare - Doppio              |                                                |                                     |               |                     |
| 30 maggio | Orange Club Championships 1933 South Orange, USA Singolare - Doppio                       | Wilmer Allison 6-3 13-11 1-6 2-6 6-3           | Lester Stoefen                      |               |                     |
| 30 maggio | Orange Club Championships 1933 South Orange, USA Singolare - Doppio                       |                                                |                                     |               |                     |

### Giugno
| Settimana | Torneo                                                                                | Vincitore                                       | Finalista                   | Semifinalisti | Eliminati ai quarti |
| --------- | ------------------------------------------------------------------------------------- | ----------------------------------------------- | --------------------------- | ------------- | ------------------- |
| giugno    | Berlin Championships 1933 (Red-White Club) Berlino, Germania Singolare - Doppio       | Gottfried von Cramm 2-6 6-1 15-13               | Roderick Menzel             |               |                     |
| giugno    | Berlin Championships 1933 (Red-White Club) Berlino, Germania Singolare - Doppio       |                                                 |                             |               |                     |
| giugno    | California State Championships 1933 Berkeley, USA Singolare - Doppio                  | Don Budge                                       |                             |               |                     |
| giugno    | California State Championships 1933 Berkeley, USA Singolare - Doppio                  |                                                 |                             |               |                     |
| 2 giugno  | The Priory 1933 Birmingham, Gran Bretagna Singolare - Doppio                          | Keats Lester                                    | George Lott                 |               |                     |
| 2 giugno  | The Priory 1933 Birmingham, Gran Bretagna Singolare - Doppio                          |                                                 |                             |               |                     |
| 3 giugno  | Dixie Invitation 1933 Memphis, USA Singolare - Doppio                                 | Sidney Wood 6-4 6-3 5-7 6-2                     | Herby Aldred                |               |                     |
| 3 giugno  | Dixie Invitation 1933 Memphis, USA Singolare - Doppio                                 |                                                 |                             |               |                     |
| 5 giugno  | Northern Championships 1933 Manchester, Gran Bretagna Singolare - Doppio              | Antrobus 3-6 6-2 6-1                            | Gilbert Hall                |               |                     |
| 5 giugno  | Northern Championships 1933 Manchester, Gran Bretagna Singolare - Doppio              |                                                 |                             |               |                     |
| 5 giugno  | West of England Championships 1933 Bristol, Gran Bretagna Singolare - Doppio          | Daniel Prenn 6-2 7-9 6-4 6-4                    | Hendrik Timmer              |               |                     |
| 5 giugno  | West of England Championships 1933 Bristol, Gran Bretagna Singolare - Doppio          |                                                 |                             |               |                     |
| 5 giugno  | Torneo di Saint George's Hill 1933 Weybridge, Gran Bretagna Singolare - Doppio        | Ted Avory                                       | Robert Tinkler              |               |                     |
| 5 giugno  | Torneo di Saint George's Hill 1933 Weybridge, Gran Bretagna Singolare - Doppio        |                                                 |                             |               |                     |
| 5 giugno  | Internazionali di Francia 1933 Parigi, Francia Singolare - Doppio                     | Jack Crawford 8-6 6-1 6-3                       | Henri Cochet                |               |                     |
| 5 giugno  | Internazionali di Francia 1933 Parigi, Francia Singolare - Doppio                     | Pat Hughes Fred Perry 6-2, 6-4, 2-6, 7-5        | Adrian Quist Vivian McGrath |               |                     |
| 12 giugno | Brooklyn Championships 1933 New York, USA Singolare - Doppio                          | Gregory Mangin                                  | Frank Bowden                |               |                     |
| 12 giugno | Brooklyn Championships 1933 New York, USA Singolare - Doppio                          |                                                 |                             |               |                     |
| 12 giugno | Torneo di Formby 1933 Formby, Gran Bretagna Singolare - Doppio                        | Daniel Prenn                                    | Giorgio De Stefani          |               |                     |
| 12 giugno | Torneo di Formby 1933 Formby, Gran Bretagna Singolare - Doppio                        |                                                 |                             |               |                     |
| 12 giugno | Kent Championships 1933 Beckenham, Gran Bretagna Singolare - Doppio                   | Vernon Kirby 8-6 6-4                            | Colin John James Robbins    |               |                     |
| 12 giugno | Kent Championships 1933 Beckenham, Gran Bretagna Singolare - Doppio                   |                                                 |                             |               |                     |
| 17 giugno | Metropolitan Clay Court Championships 1933 University Heights, USA Singolare - Doppio | Frank Bowden 8-6 9-7 6-4                        | Donovan                     |               |                     |
| 17 giugno | Metropolitan Clay Court Championships 1933 University Heights, USA Singolare - Doppio |                                                 |                             |               |                     |
| 18 giugno | Middle States Championships 1933 Filadelfia, USA Singolare - Doppio                   | Martin Buxby                                    | Samuel Gilpin               |               |                     |
| 18 giugno | Middle States Championships 1933 Filadelfia, USA Singolare - Doppio                   |                                                 |                             |               |                     |
| 24 giugno | Delaware State Championships 1933 Wilmington, USA Singolare - Doppio                  | Richard Berkeley Bell 0-6 6-4 6-2 6-4           | Harold MacGuffin            |               |                     |
| 24 giugno | Delaware State Championships 1933 Wilmington, USA Singolare - Doppio                  |                                                 |                             |               |                     |
| 24 giugno | Queen's Club Championships 1933 Londra, Gran Bretagna Singolare - Doppio              | Lester Stoefen Ellsworth Vines titolo condiviso |                             |               |                     |
| 24 giugno | Queen's Club Championships 1933 Londra, Gran Bretagna Singolare - Doppio              |                                                 |                             |               |                     |
| 24 giugno | Western Championships 1933 Chicago, USA Singolare - Doppio                            | George Lott                                     | Frank Andrew Parker         |               |                     |
| 24 giugno | Western Championships 1933 Chicago, USA Singolare - Doppio                            |                                                 |                             |               |                     |

### Luglio
| Settimana  | Torneo                                                                                           | Vincitore                                       | Finalista                   | Semifinalisti | Eliminati ai quarti |
| ---------- | ------------------------------------------------------------------------------------------------ | ----------------------------------------------- | --------------------------- | ------------- | ------------------- |
| luglio     | Le Touquet First Meeting 1933 Le Touquet, Francia Singolare - Doppio                             | André Martin Legeay 8-10 9-7 ritiro             | Daniel Prenn                |               |                     |
| luglio     | Le Touquet First Meeting 1933 Le Touquet, Francia Singolare - Doppio                             |                                                 |                             |               |                     |
| 2 luglio   | Eastern Clay Court Championships 1933 Jackson Heights, USA Singolare - Doppio                    | Gilbert Hall 6-2 7-5 6-4                        | Francis Shields             |               |                     |
| 2 luglio   | Eastern Clay Court Championships 1933 Jackson Heights, USA Singolare - Doppio                    |                                                 |                             |               |                     |
| 2 luglio   | Tri-State Championships 1933 Cincinnati, USA Singolare - Doppio                                  | Bryan Grant 11-9 6-2 1-6 7-5                    | Frank Andrew Parker         |               |                     |
| 2 luglio   | Tri-State Championships 1933 Cincinnati, USA Singolare - Doppio                                  | Bryan Grant Frank Mercur 2-6 7-5 7-5 12-14 6-4  | Robert Bryan John McDiarmid |               |                     |
| 5 luglio   | Nassau Bowl 1933 Glen Cove, USA Singolare - Doppio                                               | Manuel Alonso                                   | Martin Buxby                |               |                     |
| 5 luglio   | Nassau Bowl 1933 Glen Cove, USA Singolare - Doppio                                               |                                                 |                             |               |                     |
| 8 luglio   | Torneo di Wimbledon 1933 Londra, Gran Bretagna Erba Singolare - Doppio                           | Jack Crawford 4-6 11-9 6-2 2-6 6-4              | Ellsworth Vines             |               |                     |
| 8 luglio   | Torneo di Wimbledon 1933 Londra, Gran Bretagna Erba Singolare - Doppio                           | Jean Borotra Jacques Brugnon 4-6, 6-3, 6-3, 7-5 | Ryōsuke Nunoi Jiro Satoh    |               |                     |
| 10 luglio  | Rhode Island State Championships 1933 Providence, USA Singolare - Doppio                         | Francis Shields 6-2 8-6 6-4                     | R. Murphy                   |               |                     |
| 10 luglio  | Rhode Island State Championships 1933 Providence, USA Singolare - Doppio                         |                                                 |                             |               |                     |
| 10 luglio  | New Jersey State Championships 1933 Montclair, USA Singolare - Doppio                            | Gregory Mangin 8-6 6-4 4-6 6-3                  | Herbert Bowman              |               |                     |
| 10 luglio  | New Jersey State Championships 1933 Montclair, USA Singolare - Doppio                            |                                                 |                             |               |                     |
| 10 luglio  | East of England Championships 1933 Felixstowe, Gran Bretagna Singolare - Doppio                  | Henry Burrows                                   | Alan Stedman                |               |                     |
| 10 luglio  | East of England Championships 1933 Felixstowe, Gran Bretagna Singolare - Doppio                  |                                                 |                             |               |                     |
| 10 luglio  | Midland Counties Championships 1933 Edgbaston, Gran Bretagna Singolare - Doppio                  | Ryuki Miki 6-4 6-2                              | Keats Lester                |               |                     |
| 10 luglio  | Midland Counties Championships 1933 Edgbaston, Gran Bretagna Singolare - Doppio                  |                                                 |                             |               |                     |
| 10 luglio  | Irish Championships 1933 Dublino, Irlanda Singolare - Doppio                                     | D.N. Jones 6-3 4-6 6-2 7-5                      | Teddy Burwell               |               |                     |
| 10 luglio  | Irish Championships 1933 Dublino, Irlanda Singolare - Doppio                                     |                                                 |                             |               |                     |
| 10 luglio  | U.S. Men's Clay Court Championships 1933 Chicago, USA Singolare - Doppio                         | Frank Andrew Parker 6-3 6-3 6-3                 | Gene Mako                   |               |                     |
| 10 luglio  | U.S. Men's Clay Court Championships 1933 Chicago, USA Singolare - Doppio                         | Jack Tidball Gene Mako                          |                             |               |                     |
| 13 luglio  | Lake Mohank Invitational 1933 Lake Mohank, USA Singolare - Doppio                                | Percy Lloyd Kynaston                            | Arthur Fowler               |               |                     |
| 13 luglio  | Lake Mohank Invitational 1933 Lake Mohank, USA Singolare - Doppio                                |                                                 |                             |               |                     |
| 15 luglio  | Southern Championships 1933 Atlanta, USA Singolare - Doppio                                      | Bryan Grant                                     |                             |               |                     |
| 15 luglio  | Southern Championships 1933 Atlanta, USA Singolare - Doppio                                      |                                                 |                             |               |                     |
| 17 luglio  | Longwood Bowl 1933 Brookline, USA Singolare - Doppio                                             | R. Murphy 8-6 6-4 6-2                           | Martin Buxby                |               |                     |
| 17 luglio  | Longwood Bowl 1933 Brookline, USA Singolare - Doppio                                             |                                                 |                             |               |                     |
| 17 luglio  | Torneo di Brockenhurst 1933 Brockenhurst, Gran Bretagna Singolare - Doppio                       | Jack Crawford                                   | Vivian McGrath              |               |                     |
| 17 luglio  | Torneo di Brockenhurst 1933 Brockenhurst, Gran Bretagna Singolare - Doppio                       |                                                 |                             |               |                     |
| 17 luglio  | Spring Lake Invitation 1933 Spring Lake, USA Singolare - Doppio                                  | Frank Parker 6-4 6-4 6-2                        | Francis Shields             |               |                     |
| 17 luglio  | Spring Lake Invitation 1933 Spring Lake, USA Singolare - Doppio                                  |                                                 |                             |               |                     |
| 17 luglio  | Welsh Championships 1933 Newport, Gran Bretagna Singolare - Doppio                               | Norman Farquharson 6-4 6-0 6-2                  | Rolf Kinzel                 |               |                     |
| 17 luglio  | Welsh Championships 1933 Newport, Gran Bretagna Singolare - Doppio                               |                                                 |                             |               |                     |
| 17 luglio  | Herga Lawn Tennis Club Championships 1933 Harrow, Gran Bretagna Singolare - Doppio               | Adrian Quist                                    | Don Turnbull                |               |                     |
| 17 luglio  | Herga Lawn Tennis Club Championships 1933 Harrow, Gran Bretagna Singolare - Doppio               |                                                 |                             |               |                     |
| 17 luglio  | Torneo di Frinton-on-Sea 1933 Frinton-on-Sea, Gran Bretagna Singolare - Doppio                   | Ryōsuke Nunoi                                   | Ryuki Miki                  |               |                     |
| 17 luglio  | Torneo di Frinton-on-Sea 1933 Frinton-on-Sea, Gran Bretagna Singolare - Doppio                   |                                                 |                             |               |                     |
| 23 luglio  | Torneo di La Jolla 1933 La Jolla, USA Singolare - Doppio                                         | Dolf Muehleisen 6-4 1-6 6-1 9-7                 | Charles Carr                |               |                     |
| 23 luglio  | Torneo di La Jolla 1933 La Jolla, USA Singolare - Doppio                                         |                                                 |                             |               |                     |
| 24 luglio  | Torneo di Winchester 1933 Winchester, Gran Bretagna Singolare - Doppio                           | Jack Crawford                                   | Vivian McGrath              |               |                     |
| 24 luglio  | Torneo di Winchester 1933 Winchester, Gran Bretagna Singolare - Doppio                           |                                                 |                             |               |                     |
| 24 luglio  | Seabright Invitational 1933 Seabright, USA Singolare - Doppio                                    | Frank Shields 6-1 6-3 6-1                       | Gregory Mangin              |               |                     |
| 24 luglio  | Seabright Invitational 1933 Seabright, USA Singolare - Doppio                                    |                                                 |                             |               |                     |
| 24 luglio  | Crescent-Hamilton Championships 1933 Huntington, USA Singolare - Doppio                          | Francis Shields 6-2 6-2 6-4                     | Gregory Mangin              |               |                     |
| 24 luglio  | Crescent-Hamilton Championships 1933 Huntington, USA Singolare - Doppio                          |                                                 |                             |               |                     |
| 2-6 luglio | Torneo di Sheffield & Hallamshire 1933 Sheffield - Hallamshire, Gran Bretagna Singolare - Doppio | Don Turnbull                                    | Adrian Quist                |               |                     |
| 2-6 luglio | Torneo di Sheffield & Hallamshire 1933 Sheffield - Hallamshire, Gran Bretagna Singolare - Doppio |                                                 |                             |               |                     |
| 30 luglio  | North New Jersey Championships 1933 Westfield, USA Singolare - Doppio                            | Gilbert Hall 6-1 6-1 6-2                        | Hawley                      |               |                     |
| 30 luglio  | North New Jersey Championships 1933 Westfield, USA Singolare - Doppio                            |                                                 |                             |               |                     |

### Agosto
| Settimana  | Torneo                                                                              | Vincitore                                        | Finalista               | Semifinalisti | Eliminati ai quarti |
| ---------- | ----------------------------------------------------------------------------------- | ------------------------------------------------ | ----------------------- | ------------- | ------------------- |
| 3 agosto   | Southampton Invitation 1933 Southampton, USA Singolare - Doppio                     | Francis Shields 6-2 6-2 6-1                      | Frank Andrew Parker     |               |                     |
| 3 agosto   | Southampton Invitation 1933 Southampton, USA Singolare - Doppio                     |                                                  |                         |               |                     |
| 5 agosto   | Canadian Championships 1933 Vancouver, Canada Singolare - Doppio                    | John Murio 6-3 4-6 4-6 6-2 6-2                   | Walter Martin           |               |                     |
| 5 agosto   | Canadian Championships 1933 Vancouver, Canada Singolare - Doppio                    | Martin Kenneally John Murio 6-8 6-4 8-10 4-6 6-3 | Mel Draga Wayne Sabin   |               |                     |
| 7 agosto   | Suffolk Championships 1933 Saxmundham, Gran Bretagna Singolare - Doppio             | Jimmy Reddall 6-4 5-7 6-2                        | Charles Hare            |               |                     |
| 7 agosto   | Suffolk Championships 1933 Saxmundham, Gran Bretagna Singolare - Doppio             |                                                  |                         |               |                     |
| 7 agosto   | Hampshire Championships 1933 Bournemouth, Gran Bretagna Singolare - Doppio          | Norman Farquharson 6-2 9-7                       | Vernon Kirby            |               |                     |
| 7 agosto   | Hampshire Championships 1933 Bournemouth, Gran Bretagna Singolare - Doppio          |                                                  |                         |               |                     |
| 12 agosto  | Eastern Grass Court Championships 1933 Rye, USA Singolare - Doppio                  | Sidney Wood 6-1 6-4 6-4                          | Clifford Sutter         |               |                     |
| 12 agosto  | Eastern Grass Court Championships 1933 Rye, USA Singolare - Doppio                  |                                                  |                         |               |                     |
| 13 agosto  | German Championships 1933 Amburgo, Germania Singolare - Doppio                      | Gottfried von Cramm 7-5 2-6 4-6 6-3 6-4          | Roderick Menzel         |               |                     |
| 13 agosto  | German Championships 1933 Amburgo, Germania Singolare - Doppio                      |                                                  |                         |               |                     |
| 14 agosto  | Derbyshire Championships 1933 Buxton, Gran Bretagna Singolare - Doppio              | Vernon Kirby 6-2 6-2                             | Irving Wheatcroft       |               |                     |
| 14 agosto  | Derbyshire Championships 1933 Buxton, Gran Bretagna Singolare - Doppio              |                                                  |                         |               |                     |
| 19 agosto  | Philadelphia & Eastern States Championships 1933 Filadelfia, USA Singolare - Doppio | Samuel Gilpin                                    | Gabriel Lavine          |               |                     |
| 19 agosto  | Philadelphia & Eastern States Championships 1933 Filadelfia, USA Singolare - Doppio |                                                  |                         |               |                     |
| 19 agosto  | Newport Casino Trophy 1933 Newport, USA Singolare - Doppio                          | Francis Shields 1-6 11-9 6-1 6-3                 | Wilmer Allison          |               |                     |
| 19 agosto  | Newport Casino Trophy 1933 Newport, USA Singolare - Doppio                          |                                                  |                         |               |                     |
| 21 agosto  | Swiss International Championships 1933 Ginevra, Svizzera Singolare - Doppio         | Roland Journu 7-5 12-10 6-4                      | Charles Aeschliman      |               |                     |
| 21 agosto  | Swiss International Championships 1933 Ginevra, Svizzera Singolare - Doppio         |                                                  |                         |               |                     |
| 21 agosto  | West Sussex Championships 1933 Bognor Regis, Gran Bretagna Singolare - Doppio       | Clarence Medlycott Jones                         | Athar-Ali Fyzee         |               |                     |
| 21 agosto  | West Sussex Championships 1933 Bognor Regis, Gran Bretagna Singolare - Doppio       |                                                  |                         |               |                     |
| 2-6 agosto | North of England Championships 1933 Scarborough, Gran Bretagna Singolare - Doppio   | Alan Stedman 6-2 7-5 3-6 6-3                     | Keats Lester            |               |                     |
| 2-6 agosto | North of England Championships 1933 Scarborough, Gran Bretagna Singolare - Doppio   |                                                  |                         |               |                     |
| 28 agosto  | Torneo di Hastings 1933 Hastings, Gran Bretagna Singolare - Doppio                  | Vernon Kirby                                     | George Lyttleton Rogers |               |                     |
| 28 agosto  | Torneo di Hastings 1933 Hastings, Gran Bretagna Singolare - Doppio                  |                                                  |                         |               |                     |
| 29 agosto  | Torneo di Venezia 1933 Venezia, Italia Singolare - Doppio                           | Giovanni Palmieri 5-7 6-3 6-3 6-2                | Bunny Henry Austin      |               |                     |
| 29 agosto  | Torneo di Venezia 1933 Venezia, Italia Singolare - Doppio                           |                                                  |                         |               |                     |

### Settembre
| Settimana    | Torneo                                                                               | Vincitore                            | Finalista                                                           | Semifinalisti | Eliminati ai quarti |
| ------------ | ------------------------------------------------------------------------------------ | ------------------------------------ | ------------------------------------------------------------------- | ------------- | ------------------- |
| settembre    | Montreux Territet Tournament 1933 Montreux, Svizzera Singolare - Doppio              | Gottfried von Cramm                  | Giorgio De Stefani                                                  |               |                     |
| settembre    | Montreux Territet Tournament 1933 Montreux, Svizzera Singolare - Doppio              |                                      |                                                                     |               |                     |
| settembre    | Torneo di Merano 1933 Merano, Italia Singolare - Doppio                              | Roderick Menzel 1-6 9-7 6-2 ritiro   | Giorgio De Stefani                                                  |               |                     |
| settembre    | Torneo di Merano 1933 Merano, Italia Singolare - Doppio                              |                                      |                                                                     |               |                     |
| settembre    | Danish International Championships 1933 Copenaghen, Danimarca Singolare - Doppio     | Christian Boussus 6-2 7-5 6-0        | Jacques Brugnon                                                     |               |                     |
| settembre    | Danish International Championships 1933 Copenaghen, Danimarca Singolare - Doppio     |                                      |                                                                     |               |                     |
| 3 settembre  | Yugoslavian International Championships 1933 Zagabria, Jugoslavia Singolare - Doppio | Roderick Menzel 6-4 6-1 6-4          | Uberto De Morpurgo                                                  |               |                     |
| 3 settembre  | Yugoslavian International Championships 1933 Zagabria, Jugoslavia Singolare - Doppio |                                      |                                                                     |               |                     |
| 3 settembre  | Dutch International Championships 1933 Noordwijk, Paesi Bassi Singolare - Doppio     | Giorgio De Stefani 3-6 6-3 6-1 6-3   | Hendrik Timmer                                                      |               |                     |
| 3 settembre  | Dutch International Championships 1933 Noordwijk, Paesi Bassi Singolare - Doppio     |                                      |                                                                     |               |                     |
| 4 settembre  | Cinque Ports Championships 1933 Folkestone, Gran Bretagna Singolare - Doppio         | Colin N.O. Ritchie 3-6 6-4 6-0       | Gordon Jason                                                        |               |                     |
| 4 settembre  | Cinque Ports Championships 1933 Folkestone, Gran Bretagna Singolare - Doppio         |                                      |                                                                     |               |                     |
| 9 settembre  | Hungarian International Championships 1933 Budapest, Ungheria Singolare - Doppio     | Roderick Menzel 6-2 6-0 6-4          | Emil Gabrowitz                                                      |               |                     |
| 9 settembre  | Hungarian International Championships 1933 Budapest, Ungheria Singolare - Doppio     |                                      |                                                                     |               |                     |
| 10 settembre | Polish International Championships 1933 Varsavia, Polonia Singolare - Doppio         | Ladislav Hecht 6-2 6-3 6-3           | Franz-Wilhelm Matejka                                               |               |                     |
| 10 settembre | Polish International Championships 1933 Varsavia, Polonia Singolare - Doppio         |                                      |                                                                     |               |                     |
| 10 settembre | U.S. National Championships 1933 New York, USA Erba Singolare - Doppio               | Fred Perry 6-3 11-13 4-6 6-0 6-1     | Jack Crawford                                                       |               |                     |
| 10 settembre | U.S. National Championships 1933 New York, USA Erba Singolare - Doppio               |                                      |                                                                     |               |                     |
| 11 settembre | South of England Championships 1933 Eastbourne, Gran Bretagna Singolare - Doppio     | Vernon Kirby 8-6 6-2                 | George Lyttleton Rogers                                             |               |                     |
| 11 settembre | South of England Championships 1933 Eastbourne, Gran Bretagna Singolare - Doppio     |                                      |                                                                     |               |                     |
| 11 settembre | Scottish Lowlands Championships 1933 Peebles, Gran Bretagna Singolare - Doppio       | Daniel Prenn 6-2 6-2 6-1             | Antoine Gentien                                                     |               |                     |
| 11 settembre | Scottish Lowlands Championships 1933 Peebles, Gran Bretagna Singolare - Doppio       |                                      |                                                                     |               |                     |
| 17 settembre | World Pro Championships 1933 Berlino, Germania Terra rossa Singolare - Doppio        | Hans Nüsslein Round Robin            | Bill Tilden Roman Najuch Karel Koželuh Robert Ramillon Bruce Barnes |               |                     |
| 17 settembre | World Pro Championships 1933 Berlino, Germania Terra rossa Singolare - Doppio        | Bill Tilden Bruce Barnes 7-5 6-1 6-2 | Hans Nüsslein Roman Najuch                                          |               |                     |
| 18 settembre | Pennsylvania State Clay Court Championships 1933 Allentown, USA Singolare - Doppio   | Gilbert Hall                         | Samuel Gilpin                                                       |               |                     |
| 18 settembre | Pennsylvania State Clay Court Championships 1933 Allentown, USA Singolare - Doppio   |                                      |                                                                     |               |                     |
| 24 settembre | Pacific Southwest Championships 1933 Los Angeles, USA Cemento Singolare - Doppio     | Fred Perry 6-4 1-6 6-3 7-5           | Jiro Satoh                                                          |               |                     |
| 24 settembre | Pacific Southwest Championships 1933 Los Angeles, USA Cemento Singolare - Doppio     |                                      |                                                                     |               |                     |
| 24 settembre | Usa versus France 1933 Parigi, Francia Terra rossa                                   | Stati Uniti                          | Francia                                                             |               |                     |
| 24 settembre | Usa versus France 1933 Parigi, Francia Terra rossa                                   |                                      |                                                                     |               |                     |
| 29 settembre | Paris International Championships 1933 Parigi, Francia Singolare - Doppio            | Daniel Prenn 2-6 3-6 6-2 6-3 6-4     | Christian Boussus                                                   |               |                     |
| 29 settembre | Paris International Championships 1933 Parigi, Francia Singolare - Doppio            |                                      |                                                                     |               |                     |

### Ottobre
| Settimana  | Torneo                                                                             | Vincitore                                | Finalista                             | Semifinalisti | Eliminati ai quarti |
| ---------- | ---------------------------------------------------------------------------------- | ---------------------------------------- | ------------------------------------- | ------------- | ------------------- |
| ottobre    | British Pro Championships 1933 Eastbourne, Gran Bretagna Singolare - Doppio        | Dan Maskell                              | T. C. Jeffery                         |               |                     |
| ottobre    | British Pro Championships 1933 Eastbourne, Gran Bretagna Singolare - Doppio        |                                          |                                       |               |                     |
| 1º ottobre | U.S. Pro Tennis Championships 1933 Rye, USA Erba Singolare - Doppio                | Vincent Richards 6-3 6-0 6-2             | Francis Townsend Hunter               |               |                     |
| 1º ottobre | U.S. Pro Tennis Championships 1933 Rye, USA Erba Singolare - Doppio                | Vincent Richards Charlie Wood            | Francis Townsend Hunter Teddy Rericha |               |                     |
| 1º ottobre | Torneo di Terrytown 1933 Terrytown, USA Singolare - Doppio                         | Clifford Sutter                          | Manuel Alonso                         |               |                     |
| 1º ottobre | Torneo di Terrytown 1933 Terrytown, USA Singolare - Doppio                         |                                          |                                       |               |                     |
| 7 ottobre  | Hot Springs Fall Championships 1933 Hot Springs, USA Singolare - Doppio            | Gilbert Hall 7-5 6-3 6-0                 | Brunie                                |               |                     |
| 7 ottobre  | Hot Springs Fall Championships 1933 Hot Springs, USA Singolare - Doppio            |                                          |                                       |               |                     |
| 7 ottobre  | Pacific Coast Championships 1933 San Francisco, USA Singolare - Doppio             | Keith Gledhill 3-6 4-6 6-4 9-7 6-3       | Lester Stoefen                        |               |                     |
| 7 ottobre  | Pacific Coast Championships 1933 San Francisco, USA Singolare - Doppio             | Gerald Stratford Phil Neer 6-2, 6-3, 6-4 | Joe Coughlin Lester Stoefen           |               |                     |
| 15 ottobre | Greenbrier Autumn Championships 1933 White Sulphur Springs, USA Singolare - Doppio | George Lott                              | Gilbert Hall                          |               |                     |
| 15 ottobre | Greenbrier Autumn Championships 1933 White Sulphur Springs, USA Singolare - Doppio |                                          |                                       |               |                     |
| 24 ottobre | British Covered Court Championships 1933 Londra, Gran Bretagna Singolare - Doppio  | Jean Borotra 6-3 5-7 6-4 1-6 6-4         | Bunny Henry Austin                    |               |                     |
| 24 ottobre | British Covered Court Championships 1933 Londra, Gran Bretagna Singolare - Doppio  |                                          |                                       |               |                     |
| 28 ottobre | Dulwich Covered Court Championships 1933 Dulwich, Gran Bretagna Singolare - Doppio | Vernon Kirby 7-5 8-10 6-2                | Henry Culley                          |               |                     |
| 28 ottobre | Dulwich Covered Court Championships 1933 Dulwich, Gran Bretagna Singolare - Doppio |                                          |                                       |               |                     |

### Novembre
| Settimana   | Torneo                                                                                | Vincitore                    | Finalista                                 | Semifinalisti             | Eliminati ai quarti                                    |
| ----------- | ------------------------------------------------------------------------------------- | ---------------------------- | ----------------------------------------- | ------------------------- | ------------------------------------------------------ |
| 6 novembre  | Tennis Club de Paris Tournament 1933 Parigi, Francia Singolare - Doppio               | Jean Borotra 6-3 6-4 4-6 6-2 | André Merlin                              |                           |                                                        |
| 6 novembre  | Tennis Club de Paris Tournament 1933 Parigi, Francia Singolare - Doppio               |                              |                                           |                           |                                                        |
| 15 novembre | New South Wales Championships 1933 Sydney, Australia Singolare - Doppio               | Jack Crawford 6-4, 8-6, 7-5  | Harry Hopman                              | Vivian McGrath Roy Dunlop | Charles Donohoe Dave Thompson W. B. Walker Bert Tonkin |
| 15 novembre | New South Wales Championships 1933 Sydney, Australia Singolare - Doppio               | Jack Crawford Vivian McGrath |                                           | Vivian McGrath Roy Dunlop | Charles Donohoe Dave Thompson W. B. Walker Bert Tonkin |
| 15 novembre | Argentina International Championships 1933 Buenos Aires, Argentina Singolare - Doppio | Guillermo Robson 6-0 6-3 6-3 | Adriano Zappa                             |                           |                                                        |
| 15 novembre | Argentina International Championships 1933 Buenos Aires, Argentina Singolare - Doppio |                              |                                           |                           |                                                        |
| 25 novembre | South American Pro Championships 1933 Buenos Aires, Argentina Singolare - Doppio      | Hans Nüsslein Round Robin    | Pilo Facondi Perico Facondi Karel Koželuh |                           |                                                        |
| 25 novembre | South American Pro Championships 1933 Buenos Aires, Argentina Singolare - Doppio      |                              |                                           |                           |                                                        |
| 26 novembre | Victorian Championships 1933 Melbourne, Australia Singolare - Doppio                  | Fred Perry 6-4 2-6 6-4 6-3   | Jack Crawford                             |                           |                                                        |
| 26 novembre | Victorian Championships 1933 Melbourne, Australia Singolare - Doppio                  |                              |                                           |                           |                                                        |

### Dicembre
| Settimana   | Torneo                                                               | Vincitore                             | Finalista                                              | Semifinalisti | Eliminati ai quarti |
| ----------- | -------------------------------------------------------------------- | ------------------------------------- | ------------------------------------------------------ | ------------- | ------------------- |
| 4 dicembre  | Queensland Championships 1933 Brisbane, Australia Singolare - Doppio | Adrian Quist 6-4 2-6 4-6 12-10 6-3    | Jack Crawford                                          |               |                     |
| 4 dicembre  | Queensland Championships 1933 Brisbane, Australia Singolare - Doppio |                                       |                                                        |               |                     |
| 25 dicembre | Metropolitan Indoor 1933 New York, USA Singolare - Doppio            | Richard Berkeley Bell 5-7 6-4 7-5 6-4 | Eugene McCauliff                                       |               |                     |
| 25 dicembre | Metropolitan Indoor 1933 New York, USA Singolare - Doppio            |                                       |                                                        |               |                     |
| 30 dicembre | Coupe de Noel 1933 Parigi, Francia Singolare - Doppio                | Jacques Brugnon 3-6 6-1 6-1 7-5       | René de Buzelet                                        |               |                     |
| 30 dicembre | Coupe de Noel 1933 Parigi, Francia Singolare - Doppio                |                                       |                                                        |               |                     |
| 31 dicembre | US Pro Indoor Championships 1933 Filadelfia, USA Singolare - Doppio  | Bill Tilden Round Robin               | Vincent Richards Emmett Paré Bruce Barnes Frank Hunter |               |                     |
| 31 dicembre | US Pro Indoor Championships 1933 Filadelfia, USA Singolare - Doppio  | Vincent Richards Bruce Barnes         | Bill Tilden Frank Hunter                               |               |                     |

## Pro tour
Nel corso dell'anno si giocarono diversi tornei che facevano parte dei pro tour: un insieme di tornei composti da pochi partecipanti: da 2, 4 o 6 giocatori in cui i migliori tennisti si sfidavano in scontri diretti in varie località. Il vincitore del tour era il tennista che aveva un vantaggio nei testa a testa con gli altri giocatori.
| Data                   | Località           | Nome del tour            | Partecipanti                                 |
| ---------------------- | ------------------ | ------------------------ | -------------------------------------------- |
| 11 gennaio - 30 maggio | Stati Uniti Canada | North American Tour 1933 | 1) Bill Tilden 18-6 2) Hans Nüsslein 6-18    |
| Estate 1933            | Europa             | European Tour 1933       | Bill Tilden Bruce Barnes Hans Nüsslein Altri |